# Cabinet des pères du désert

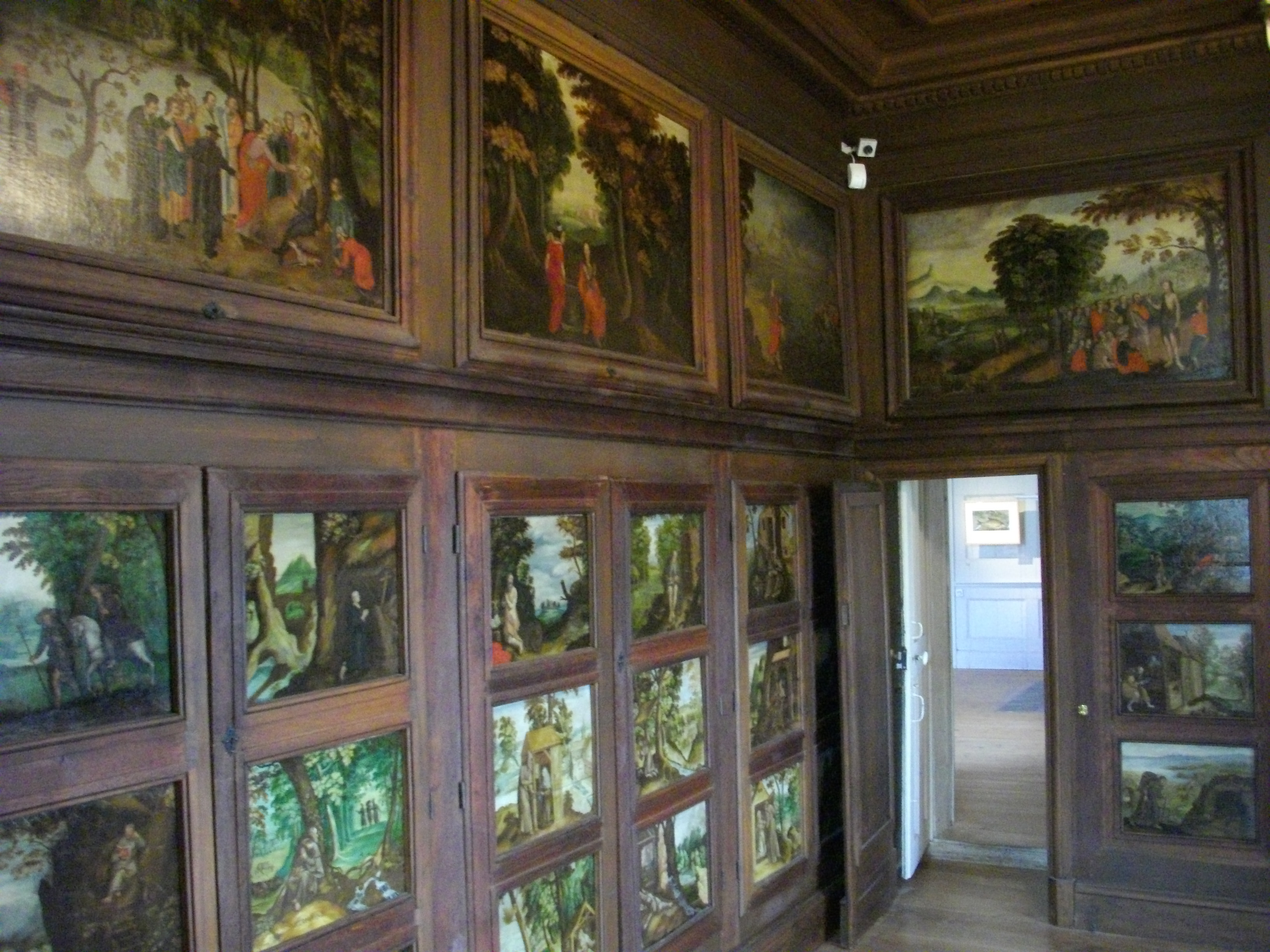
Le cabinet des pères du désert

Le cabinet des pères du désert est un ancien cabinet de travail situé dans le château Gaillard, musée d'histoire et d'archéologie de Vannes, commune française du département du Morbihan.

## Histoire
La réalisation du cabinet des pères du désert remonte au XVIIe siècle. À cette époque le château Gaillard, hôtel du Parlement de Bretagne de 1456 à 1532, appartient à Pierre de Sérent, président du présidial de Vannes. Ce dernier commandite vers 1640 la réalisation d'un cabinet de travail orné de 9 toiles et 57 panneaux de bois représentant la vie de Jésus Christ et des pères du désert. Réalisées par un artiste inconnu, les peintures semblent être inspirées par les estampes du Père Sadler, un graveur flamand qui s'inspira lui-même en partie des œuvres de Maarten de Vos, un autre artiste flamand.
Le cabinet des pères du désert fait l’objet d’un classement au titre objet des monuments historiques depuis le 21 janvier 1981.

## Composition
| Monument                               | Notice               | Classement | Date            | Photographie |
| -------------------------------------- | -------------------- | ---------- | --------------- | ------------ |
| Cabinet des Pères du désert            |                      |            |                 |              |
| Lambris de revêtement                  | Notice no PM56001684 | classement | 21 janvier 1981 |              |
| Série de 9 toiles                      |                      |            |                 |              |
| Le reniement de saint Pierre           | Notice no PM56001685 | classement | 21 janvier 1981 |              |
| La guérison de l’aveugle par le Christ | Notice no PM56001686 | classement | 21 janvier 1981 |              |
| Le Christ et une femme                 | Notice no PM56001687 | classement | 21 janvier 1981 |              |
| Le Borgne dans la tempête              | Notice no PM56001688 | classement | 21 janvier 1981 |              |
| La Prédication de saint Jean-Baptiste  | Notice no PM56001689 | classement | 21 janvier 1981 |              |
| Le Christ et le mendiant               | Notice no PM56001690 | classement | 21 janvier 1981 |              |
| Les Pèlerins d'Emmaüs                  | Notice no PM56001691 | classement | 21 janvier 1981 |              |
| Le Christ et huit apôtres              | Notice no PM56001692 | classement | 21 janvier 1981 |              |
| Carnard et palais                      | Notice no PM56001693 | classement | 21 janvier 1981 |              |
| Série de 57 petits tableaux            |                      |            |                 |              |
| Paulus                                 | Notice no PM56001694 | classement | 21 janvier 1981 |              |
| Henricus                               | Notice no PM56001695 | classement | 21 janvier 1981 |              |
| Vulmarus                               | Notice no PM56001696 | classement | 21 janvier 1981 |              |
| Antiochus                              | Notice no PM56001697 | classement | 21 janvier 1981 |              |
| Identification inconnu                 | Notice no PM56001698 | classement | 21 janvier 1981 |              |
| Venerius                               | Notice no PM56001699 | classement | 21 janvier 1981 |              |
| Benedictus                             | Notice no PM56001700 | classement | 21 janvier 1981 |              |
| Suatacopius                            | Notice no PM56001701 | classement | 21 janvier 1981 |              |
| Hilarion                               | Notice no PM56001702 | classement | 21 janvier 1981 |              |
| Jérôme                                 | Notice no PM56001703 | classement | 21 janvier 1981 |              |
| Nona Hierosola                         | Notice no PM56001704 | classement | 21 janvier 1981 |              |
| Sara                                   | Notice no PM56001705 | classement | 21 janvier 1981 |              |
| Ephrem                                 | Notice no PM56001706 | classement | 21 janvier 1981 |              |
| Pelagia                                | Notice no PM56001707 | classement | 21 janvier 1981 |              |
| Meinradus                              | Notice no PM56001708 | classement | 21 janvier 1981 |              |
| Romoaldus Marinus                      | Notice no PM56001709 | classement | 21 janvier 1981 |              |
| Symmachus                              | Notice no PM56001710 | classement | 21 janvier 1981 |              |
| Thais                                  | Notice no PM56001711 | classement | 21 janvier 1981 |              |
| Amata                                  | Notice no PM56001712 | classement | 21 janvier 1981 |              |
| Arsenius                               | Notice no PM56001713 | classement | 21 janvier 1981 |              |
| Beatus                                 | Notice no PM56001714 | classement | 21 janvier 1981 |              |
| Plamon                                 | Notice no PM56001715 | classement | 21 janvier 1981 |              |
| Epha                                   | Notice no PM56001716 | classement | 21 janvier 1981 |              |
| Dydimus                                | Notice no PM56001717 | classement | 21 janvier 1981 |              |
| Paternus                               | Notice no PM56001718 | classement | 21 janvier 1981 |              |
| Abraham                                | Notice no PM56001719 | classement | 21 janvier 1981 |              |
| Dorotheus                              | Notice no PM56001720 | classement | 21 janvier 1981 |              |
| Robertus                               | Notice no PM56001721 | classement | 21 janvier 1981 |              |
| Otilia Bavara                          | Notice no PM56001722 | classement | 21 janvier 1981 |              |
| Epiphanius                             | Notice no PM56001723 | classement | 21 janvier 1981 |              |
| Basilius                               | Notice no PM56001724 | classement | 21 janvier 1981 |              |
| Nephalia Gnossia                       | Notice no PM56001725 | classement | 21 janvier 1981 |              |
| Helenus                                | Notice no PM56001726 | classement | 21 janvier 1981 |              |
| Theodorus                              | Notice no PM56001727 | classement | 21 janvier 1981 |              |
| Malchus                                | Notice no PM56001728 | classement | 21 janvier 1981 |              |
| Paphnutiv                              | Notice no PM56001729 | classement | 21 janvier 1981 |              |
| Saint Jean-Baptiste                    | Notice no PM56001730 | classement | 21 janvier 1981 |              |
| Possidonius                            | Notice no PM56001731 | classement | 21 janvier 1981 |              |
| Eulugtus                               | Notice no PM56001732 | classement | 21 janvier 1981 |              |
| Simeon Stylita                         | Notice no PM56001733 | classement | 21 janvier 1981 |              |
| Palamon et un inconnu                  | Notice no PM56001734 | classement | 21 janvier 1981 |              |
| Gnuphrius                              | Notice no PM56001735 | classement | 21 janvier 1981 |              |
| Sylvia Ruifina                         | Notice no PM56001736 | classement | 21 janvier 1981 |              |
| Sophronia Tantaltina                   | Notice no PM56001737 | classement | 21 janvier 1981 |              |
| Marie-Madeleine                        | Notice no PM56001738 | classement | 21 janvier 1981 |              |
| identification inconnu                 | Notice no PM56001739 | classement | 21 janvier 1981 |              |
| identification inconnu                 | Notice no PM56001740 | classement | 21 janvier 1981 |              |
| identification inconnu                 | Notice no PM56001741 | classement | 21 janvier 1981 |              |
| Tometa et Nicosa                       | Notice no PM56001742 | classement | 21 janvier 1981 |              |
| identification inconnu                 | Notice no PM56001743 | classement | 21 janvier 1981 |              |
| identification inconnu                 | Notice no PM56001744 | classement | 21 janvier 1981 |              |
| Spiridion                              | Notice no PM56001745 | classement | 21 janvier 1981 |              |
| Erena                                  | Notice no PM56001746 | classement | 21 janvier 1981 |              |
| Tosaphat                               | Notice no PM56001747 | classement | 21 janvier 1981 |              |
| Thanael                                | Notice no PM56001748 | classement | 21 janvier 1981 |              |
| Iacobus                                | Notice no PM56001749 | classement | 21 janvier 1981 |              |
| Maria Egiptia                          | Notice no PM56001750 | classement | 21 janvier 1981 |              |